# Луїза Корна
Луїза Корна (італ. Luisa Corna; 2 грудня 1965, Брешія, Італія) — італійська співачка, модель, телеведуча й акторка.

## Біографія
В 16 років Корна почала кар'єру моделі у фотосесіях для Dolce & Gabbana, Missoni і Mariella Burani; позувала фотографам Гельмуту Ньютону і Артуру Елгорту.
У 1992 році посіла друге місце в Castrocaro, музичному фестивалї, з піснею «Dove vanno a finire gli amori». Наприкінці 1990-х Корна розпочала телевізійну кар'єру, пройшла кастинг на кілька телевізійних програм, таких як Tira e Molla, Domenica In and Controcampo. У 2002 році посіла четверте місце на пісенному фестивалі у Сан-Ремо з піснею «Ora che ho bisogno di te», в дуеті з Фаусто Леалі. 
Корна також брала участь в зйомках на кількох фільмах і телесеріалах, дублювала італійську версію анімаційного фільму Shark Tale.

## Фільмографія
- Нірвана (1997)
- Al momento giusto (2000)
- Ho sposato uno sbirro (2008)

## Телебачення
- Domenica in (Rai 1, 1997—1998)
- Tira e molla (Canale 5, 1998)
- Controcampo (Italia 1, 1999—2002)
- Al momento giusto (Rai 1, 2000)
- Sanremo si nasce (Rai 1, 2001)
- Notti Mondiali (Rai 1, 2002)
- Sì sì è proprio lui (Rai 1, 2002)
- Napoli prima e dopo (Rai 1, 2002—2006)
- Sognando Las Vegas (Rai 1, 2003)
- Le Grolle d'Oro (Rai 1, 2005)
- Premio Barocco (Rai 1, 2004-2005-2007)
- David di Donatello (Rai 1, 2005)
- Domenica in… L'arena (Rai 1, 2006—2007)
- Domenica in… Rosa (Rai 1, 2007—2009)
- Tale e Quale Show (prima edizione) (Rai 1, 2012)
- Tale e Quale Show — Il torneo (Rai 1, 2012)

## Дискографія

### Альбоми
- 2006 — Acqua futura
- 2010 — Non si vive in silenzio

### Сингли
- 1992 — Dove vanno a finire gli amori
- 2002 — Ora che ho bisogno di te
- 2005 — Colpa mia
- 2005 — Soli (Sentimenti Fragili)
- 2010 — Due Sillabe
- 2011 — Non si vive in silenzio
- 2013 — Tutto o niente

## Джерело
- Офіційний сайт
- Луїза Корна на сайті IMDb (англ.)
- Луїза Корна на сайті Discogs (англ.)

| Актор | Це незавершена стаття про акторку. Ви можете допомогти проєкту, виправивши або дописавши її. |